# Savignyella lafontii
Savignyella lafontii är en mossdjursart som först beskrevs av Jean Victor Audouin 1826.  Savignyella lafontii ingår i släktet Savignyella och familjen Savignyellidae. Inga underarter finns listade i Catalogue of Life.